# Dexter: Original Sin
Dexter: Original Sin är en amerikansk TV-serie, samt en prequel på TV-serien Dexter (2006–2013), som består av tio delar. Serien hade premiär på Paramount+ den 13 december 2024, och följer mestadels huvudkaraktären Dexter Morgan, cirka femton år innan händelserna i originalserien Dexter. Huvudrollen som just Dexter Morgan spelas av Patrick Gibson.

## Handling
Seriens handling utspelar sig i Miami under år 1991, och kretsar mestadels kring den nyblivne studenten Dexter Morgan, som försöker kanalisera sitt inre mörker, efter att ha blivit en hämndlysten seriemördare. Tillsammans med sin far, Harry Morgan, börjar Dexter ganska så snabbt med att följa en utformad kod, som ska hjälpa honom med att hitta och döda vissa människor (som förtjänar att bli eliminerade från samhället), utan att det ska behöva hamna under polisens radar. Men detta ska dock även komma att bli en enda stor utmaning för Dexter, då han i samband med detta, börjar arbeta som praktikant på den rättsmedicinska polisavdelningen, hemma i Miami.

## Rollista (i urval)
| Patrick Gibson        | – Dexter Morgan  |
| Molly Brown           | – Debra Morgan   |
| Sarah Michelle Gellar | – Tanya Martin   |
| Christian Slater      | – Harry Morgan   |
| Patrick Dempsey       | – Aaron Spencer  |
| Christina Millian     | – Maria LaGuerta |
| Reno Wilson           | – Bobby Watt     |
| James Martinez        | – Angel Batista  |
| Alex Shimizu          | – Vince Masuka   |